# بوينغ إكس إف6بي
بوينغ إكس إف6بي (بالإنجليزية: Boeing XF6B)‏ هي طائرة مقاتلة أنتجت في الولايات المتحدة. من صناعة بوينغ. كان أول طيران لها في 1 فبراير 1933.